# مقری‌کلا
مقری‌کلا، روستایی است از توابع بخش بندپی غربی شهرستان بابل در استان مازندران ایران.
روستای مقری کلا از کهن ترین روستاهای بندپی‌ واستان مازندران می‌باشد که در ادوار مختلف بعنوان مرکز حکومت حاکمان بندپی بوده و در عرصه های سياسی نیز دارای جایگاه ممتازی بوده است. 
مقری کلا تا زمان پهلوی دوم بعنوان حاکم نشین بندپی مرکز حکومت بندپی بزرگ آن روزگاران بوده است، 
نام این روستا در اکثریت نُسَخ و اسناد تاریخی آمده که با تکیه بر این اسناد و یافته های محققین این دیار حوادث زیادی را در طول تاریخ به خود دیده است. 

## مُقری(طایفه)
طایفه مقری از اهالی بومی این روستا می‌باشند که در محلات اطراف مقریکلا نیز ساکن هستند،این طایفه دارای مفاخر و مشاهیر متعددی در زمینه های مختلف فرهنگی و اجتماعی،علمی و....میباشد،افراد زیادی از این طایفه در مسولیت های مختلف منطقه ای شهرستانی و استانی یا حتی در سطح کشور حضور داشته و به میهن عزیز و ملت گرانقدر خدمت مینمایند.

حوزه ی جغرافیایی سکونت این طایفه،روستای بزرگ مقریکلای بندپی،سوادکوه و روستاهای حاجی کلا،گنیشان و روستایی در نزدیکی ساری می‌باشد.این گمان وجود دارد که مقری های لفور،گردنه سر الاشت.قائمشهرو....همگی از مقری های (مکری های) بندپی بوده اند که بعدا ها به حوالی سوادکوه رفته اند،در هر حال گروه های مختلف مکری (مقری)بر آنند که در دوره قاجاریه هرکجا که ابتدا در آن ساکن بوده اند بعد ها بعلت شیوع وبا و طاعون به نقاط مختلف کوچ کرده اند تا از مرگ و میر نجات پیدا نمایند.

## تکیه بزرگ عبدالحسین خان سرتیپ
تکیه روستای مقریکلا که با نام تکیه عبدالحسین خانی نیز شناخته می‌شود، از اماکن تاریخی در بندپی است. این تکیه شامل تالاری بزرگ در وسط و تعدادی اتاق‌ می‌شود و از تزیینات آن می‌توان به نقاشی، کنده‌کاری و گچ‌بری اشاره کرد. دو ستون چوبی خوش‌تراش با سرستون‌های زیبا و نقاشی‌های رنگارنگ در جلوی تکیه جای گرفته‌اند. در این بنای قدیمی دو تاریخ متفاوت به چشم می‌خورد؛ یکی در انتهای گچ‌بری‌ها ورودی اصلی (شهر محرم الحرام سنه ۱۲۹۶) و دیگری در انتهای اشعار کنده‌کاری شده لبه بیرونی (شهر محرم الحرام سنه ۱۱۷۹). با قدمتی که دوره زندیه و قاجار بازمی‌گردد، این اثر در تاریخ ۱۵ شهریور ۱۳۵۴، با شماره ثبت ۱۰۹۳ به‌عنوان یکی از آثار ملی ایران به ثبت رسید.
تکیه بزرگ عبدالحسین خانی مقریکلا محل تجمع اهالی و ارادتمندان خاندان عصمت و طهارت در روز عاشورا در قالب هیأت های عزاداری از سراسر منطقه بندپی و جنوب بابل می‌باشد که علاوه بر اطعام دهی نماز ظهر عاشورا بصورت پرشور در چندین صف متمادی در محوطه حسینیه اقامه می‌گردد.

## آستانه مبارکه آقا سید مهدی کرُب مقریکلا
آستانه مبارکه آقا سید مهدی کروب مقریکلا بقعه ای معروف در منطقه بندپی و روستای مقریکلا می‌باشد که در ادوار مختلف تاریخ محل دفن و آرامگاه بسیاری از طوایف بندپی بزرگ بوده است.

## جمعیت
این روستا در خوش‌رود قرار داشته و براساس آخرین سرشماری مرکز آمار ایران که در سال ۱۳۸۵ صورت گرفته، جمعیت آن ۳۸۵نفر (۹۴خانوار) بوده‌است.